# 牛ウイルス性下痢ウイルス
牛ウイルス性下痢ウイルス（うしウイルスせいげりウイルス、bovine viral diarrhea virus, BVDV）はウシ、ブタ、ヒツジ、ヤギ、野生反芻獣に感染し、畜産業において、多大な経済的被害を発生させているウイルスであり、世界中に分布している。牛ウイルス性下痢粘膜病ウイルス（bovine viral diarrhea mucosal disease virus、BVD-MDV）と呼ばれることもある。
牛ウイルス性下痢ウイルスは、1つのオープンリーディングフレーム（ORF）を伴う約12.3 kbのプラス一本鎖RNAを有する、エンベロープに包まれたRNAウイルスである。フラビウイルス科ペスチウイルス属に分類されており、5' 非翻訳領域（5'UTR）の解析から牛ウイルス性下痢ウイルス1 (BVDV I) および牛ウイルス性下痢ウイルス2 (BVDV II) の2種に分類される。CD46がレセプターとしての役割を果たしていると考えられている。
牛ではこのウイルスに感染しても多くの場合は不顕性感染となるが、発熱、下痢、呼吸器症状、粘膜病、早期胚死滅、流産などを引き起こすことがある。妊娠牛が感染すると胎盤を介して胎子にこのウイルスが伝播することがあり、胎齢45～125日の胎子が感染すると免疫寛容となり、持続感染牛となる場合がある。また、胎齢100～150日に感染した胎子では内水頭症が生じることがある。なお、胎齢150日以降での感染では抗体を有した子牛が娩出される。
培養細胞に対する影響から、細胞変性効果（CPE）を引き起こす細胞病原性株と引き起こさない非細胞病原性株が存在する。非細胞病原性株に持続感染している牛に同一血清型の細胞病原性株が重感染した場合あるいは持続感染している非病原性株が突然変異により病原性株に変異した場合に消化器のびらん、潰瘍を特徴とした粘膜病を発症することがある。粘膜病は急性および慢性の経過をとるが、いずれも致死率は100%に近い。
生ワクチンおよび不活化ワクチンが市販されている。
牛ウイルス性下痢ウイルスは研究機関においてコンタミネーションが問題となっている。細胞培養において培地の多くにウシ胎子血清が使用されているが、牛ウイルス性下痢ウイルスは胎盤を介して胎子に感染することが可能であり、血清内に牛ウイルス性下痢ウイルスが存在する場合がある。また、牛ウイルス性下痢ウイルスはCPEを起こさない株が多く存在することから、そのコンタミネーションが見過ごされることがある。
医学領域の研究では、牛ウイルス性下痢ウイルスは培養細胞での増殖が容易であること、その性状がC型肝炎ウイルスに類似していることから、培養細胞での増殖が困難なC型肝炎ウイルスの代替モデルウイルスとして利用される。